# Awhad al-din Balyani
Awḥad al-dīn Balyānī (Awḥad al-Dīn ʿAbd Allāh b. Masʿūd b. Muḥammad Balyānī (arabe : أوحد الدين عبد الله بن مسعود بن محمّد بلياني), mort en 1288, est un soufi originaire de Shiraz. Il est connu pour son Épître sur l'Unicité absolue.

## Œuvre
Il est l'auteur d'une Épître sur l'Unicité absolue (également traduite sous le titre Traité de l'Unité). On n'est pas certain du titre de l'ouvrage en arabe, et l'on en trouve différentes formes qui tournent autour de l'idée de un (arabe: wâhad) et/ou existence (wujûd), comme par exemple Risālat al-aḥadiyya et Risāla al-wujūdiyya (parmi d'autres possibilités). N'ayant pas trouvé d'élément décisif permettant de trancher la question, l'arabisant Michel Chodkiewicz a retenu le titre Risālat al-waḥda al-muṭlaqa, sur la base, dit-il, de « considérations purement doctrinales ». Il s'inscrit dans le courant de la doctrine de l'Unicité de l'Être.

### Édition et traductions
L'ouvrage a souvent été attribué par les copistes du manuscrit à Ibn Arabi. C'est sous son nom qu'il a été édité au Caire (s.d.) puis traduit en anglais en 1901 par H.T. Weir; elle a été reprise en 1976, avec Ibn 'Arabi comme auteur. D'autre part, le peintre et orientaliste Abdul-Hâdi donne une traduction en italien en 1907, et 1911 une traduction française. Par ailleurs, dans les années 1970 encore, des études de qualité continuent à attribuer le texte à Ibn Arabi

#### Traductions
- (en) T. H. Weir, « Translation of an Arabic Manuscript in the Hunterian Collection, Glasgow University », The Journal of the Royal Asiatic Society of Great Britain and Ireland,‎ octobre 1901, p. 809-825 (lire en ligne) Réédition par la Ibn 'Arabi Society: Ibn 'Arabi, Whoso Knoweth Himself, Londres, Behashara, 1976
- Le Traité de l’Unité (Wikisource), traduction par Abdul-Hâdi, 1911 (rééd. sous le titre Le Traité de l'Unité dit d'Ibn Arabi, Paris, Éditions orientales, 1974.
- Épître sur l'Unicité absolue (présentation et trad. de l'arabe par Michel Chodkiewicz), Paris, Les Deux océans, 1982, 84 p. (ISBN 978-2-866-81004-7)
- (en) Cecilia Twinch (trad. et introduction), Know Yourself: An Explanation of the oneness of being, Northleach (UK), Beshara Publications, 2021, 91 p. (ISBN 978-0-904-97565-9)

#### Études
- (en) William Chittick, « Rûmî and Wahdat al-wujûd », dans Amin Banani, Richard, Hovannisian, and Georges Sabagh (Eds.)., Poetry and Mysticism in Islam : the Heritage of Rumi, Cambridge, Cambridge University Press, 1994, 216 p. (ISBN 978-0-521-45476-6), p. 70-111
- Michel Chodkiewicz, « Introduction », dans Awhad al-dîn al-Balyânî, Épître sur l'Unicité absolue, Paris, Les Deux océans, 1982, p. 14-41
- (en) Mohammad JAVAD SHAMS, « Balyānī, Awḥad al-Dīn » , sur referenceworks.brillonline.com, Encyclopaedia Islamica, 2015 (consulté le 17 février 2023)